# Округ Лонг (Џорџија)
Лонг (енгл. Long County) је округ у америчкој савезној држави Џорџија.

## Демографија
По попису из 2010. године број становника је 14.464, што је 4.16 (40,4%) становника више него 2000. године.
| Група             | 2000.         | 2010.         |
| Белци             | 6.678 (64,8%) | 8.491 (58,7%) |
| Афроамериканци    | 2.499 (24,3%) | 3.647 (25,2%) |
| Азијати           | 59 (0,6%)     | 115 (0,8%)    |
| Хиспаноамериканци | 870 (8,4%)    | 1.778 (12,3%) |
| Укупно            | 10.304        | 14.464        |